# Discografia degli Shinee
La discografia degli SHINee consiste di sei album studio coreani e cinque giapponesi, quattro album dal vivo, due compilation e trentatré singoli.

## Album

### Album in studio
| Titolo                                                                             | Dettagli | Posizione massima | Posizione massima | Posizione massima | Posizione massima | Posizione massima | Vendite                                      | Certificazioni |
| Titolo                                                                             | Dettagli | KOR               | JPN               | TW                | US Heat           | US World          | Vendite                                      | Certificazioni |
| ---------------------------------------------------------------------------------- | --- | ----------------- | ----------------- | ----------------- | ----------------- | ----------------- | -------------------------------------------- | -------------- |
| The SHINee World                                                                   | - Lingua: Coreano - Data di pubblicazione: 29 agosto 2008 - Ripubblicato: 29 ottobre 2008 (Amigo) - Etichetta: S.M. Entertainment - Formati: CD, Download digitale                                  | 1                 | 47                | —                 | —                 | —                 | - KOR: 185,046+ - JPN: 8,001+                |                |
| Lucifer                                                                            | - Lingua: Coreano - Data di pubblicazione: 19 luglio 2010 - Ripubblicato: 4 ottobre 2010 (Hello) - Etichetta: S.M. Entertainment - Formati: CD, download digitale                                   | 1                 | 14                | —                 | —                 | —                 | - KOR: 241,432+ - JPN: 19,283+ - TW: 30,000+ |                |
| The First                                                                          | - Lingua: Giapponese - Data di pubblicazione: 7 dicembre 2011 - Etichetta: EMI Music Japan - Formati: CD, download digitale                                                                         | 3                 | 4                 | —                 | —                 | —                 | - JPN: 122,585+ - KOR: 8,254+                | RIAJ: Oro      |
| Dream Girl – The Misconceptions of You                                             | - Lingua: Coreano - Data di pubblicazione: 19 febbraio 2013 - Ripubblicato: 8 agosto 2013 (The Misconceptions of Us) - Etichetta: S.M. Entertainment, KMP Holdings - Formati: CD, download digitale | 1                 | 10                | 2                 | 5                 | 2                 | - KOR: 363,893+ - JPN: 54,824+               |                |
| Why So Serious? – The Misconceptions of Me                                         | - Lingua: Coreano - Data di pubblicazione: 26 aprile 2013 - Ripubblicato: 8 agosto 2013 (The Misconceptions of Us) - Etichetta: S.M. Entertainment, KMP Holdings - Formati: CD, download digitale   | 1                 | 8                 | 6                 | 5                 | 1                 | - KOR: 363,893+ - JPN: 54,824+               |                |
| Boys Meet U                                                                        | - Lingua: Giapponese - Released: June 26, 2013 - Label: EMI Records Japan, Universal Music Japan - Format: CD, download digitale                                                                    | —                 | 2                 | 10                | —                 | —                 | - JPN: 69,010+                               | RIAJ: Oro      |
| "—" denota versioni che non grafico o non sono stati pubblicati in quella regione. | |                   |                   |                   |                   |                   |                                              |                |

### Extended play
| Titolo                                                                             | Dettagli | Posizione massima | Posizione massima | Posizione massima | Posizione massima | Posizione massima | Vendite                        |
| Titolo                                                                             | Dettagli | KOR               | JPN               | TW                | US Heat           | US World          | Vendite                        |
| ---------------------------------------------------------------------------------- | --- | ----------------- | ----------------- | ----------------- | ----------------- | ----------------- | ------------------------------ |
| Replay                                                                             | - Lingua: Coreano - Data di pubblicazione: 22 maggio 2008 - Etichetta: S.M. Entertainment - Formati: CD, Download digitale             | 8                 | —                 | —                 | —                 | —                 | - KOR: 51,604+                 |
| Romeo                                                                              | - Lingua: Coreano - Data di pubblicazione: 25 maggio 2009 - Etichetta: S.M. Entertainment - Formati: CD, download digitale             | 1                 | 39                | —                 | —                 | —                 | - KOR: 119,363+ - JPN: 3,485+  |
| 2009, Year of Us                                                                   | - Lingua: Coreana - Data di pubblicazione: 22 ottobre 2009 - Etichetta: S.M. Entertainment - Formati: CD, download digitale            | 1                 | 40                | —                 | —                 | —                 | - KOR: 114,474+ - JPN: 3,378+  |
| Sherlock                                                                           | - Lingua: Coreano - Data di pubblicazione: 21 marzo 2012 - Etichetta: S.M. Entertainment - Formati: CD, download digitale              | 1                 | 13                | 3                 | 10                | 5                 | - KOR: 197,582+ - JPN: 23,680+ |
| Everybody                                                                          | - Lingua: Coreano - Data di pubblicazione: 14 ottobre 2013 - Etichetta: S.M. Entertainment, EMI Music - Formati: CD, download digitale | 1                 | 7                 | 7                 | 20                | 2                 | - KOR: 134,303+ - JPN: 22,365+ |
| "—" denota versioni che non grafico o non sono stati pubblicati in quella regione. | |                   |                   |                   |                   |                   |                                |

### Album dal vivo
| The 1st Concert Album "SHINee World"                                               | - Lingua: Coreano - Data di pubblicazione: 1º febbraio 2012 - Etichetta: S.M. Entertainment - Formati: CD, Download digitale        | 3 | 40  | - KOR: 33,202+ - JPN: 2,113+ |
| The 2nd Concert Album "SHINee World II in Seoul"                                   | - Lingua: Coreano - Data di pubblicazione: 2 aprile 2014 - Etichetta: S.M. Entertainment, KT Music - Formati: CD, download digitale | 5 | 100 | - KOR: — - JPN: 960+         |
| "—" denota versioni che non grafico o non sono stati pubblicati in quella regione. | |   |     |                              |

### Raccolte
| The Misconceptions of Us                                                           | - Lingua: Coreano - Data di pubblicazione: 8 agosto 2013 - Etichetta: S.M. Entertainment, KT Music - Formati: CD, Download digitale | 4 | 17 | - KOR: 47,098+ |
| "—" denota versioni che non grafico o non sono stati pubblicati in quella regione. | |   |    |                |

## Singoli
| "Noona Neomu Yeppeo (Replay)" | 2008 | 3   | — | — | —  |                        | Replay                                     |
| "Sanso Gateun Neo (Love Like Oxygen)" | 2008 | 1   | — | — | —  |                        | The SHINee World                           |
| "A.Mi.Go (Amigo)" | 2008 | 5   | — | — | —  |                        | The SHINee World                           |
| "Juliette" | 2009 | 1   | — | — | —  |                        | Romeo                                      |
| "Ring Ding Dong" | 2009 | 1   | — | — | —  |                        | 2009, Year of Us                           |
| "Jo Jo" | 2009 | 16  | — | — | —  |                        | 2009, Year of Us                           |
| "Lucifer" | 2010 | 2   | — | — | —  | - KOR (DL): 1,431,431+ | Lucifer                                    |
| "Hello" | 2010 | 7   | — | — | —  | - KOR (DL): 1,005,756+ | Lucifer                                    |
| "Replay (Kimi wa Boku no Everything)" | 2011 | —   | 2 | 2 | —  | - JPN: 114,314+ (Oro)  | The First                                  |
| "Juliette (Japanese Ver.)" | 2011 | —   | 3 | 3 | —  | - JPN: 73,736+         | The First                                  |
| "Lucifer (Japanese Ver.)" | 2011 | —   | 2 | 4 | —  | - JPN: 62,689+         | The First                                  |
| "Sherlock (Clue + Note)" | 2012 | 1   | — | — | 3  | - KOR (DL): 1,720,124+ | Sherlock                                   |
| "Sherlock" | 2012 | —   | 2 | 4 | —  | - JPN: 69,316+         | Boys Meet U                                |
| "Dazzling Girl" | 2012 | —   | 2 | 2 | —  | - JPN: 110,915+ (Oro)  | Boys Meet U                                |
| "1000-nen, Zutto Soba ni Ite..." | 2012 | —   | 3 | 3 | —  | - JPN: 47,637+         | Boys Meet U                                |
| "Dream Girl" | 2013 | 1   | — | — | 3  | - KOR (DL): 942,747+*  | Dream Girl – The Misconceptions of You     |
| "Fire" | 2013 | —   | 5 | 7 | —  | - JPN: 54,928+         | Boys Meet U                                |
| "Why So Serious?" | 2013 | 15  | — | — | 16 | - KOR (DL): 447,753+*  | Why So Serious? – The Misconceptions of Me |
| "Boys Meet U" | 2013 | —   | 2 | 2 | —  | - JPN: 124,729+ (Oro)  | N.D.                                       |
| "Everybody" | 2013 | 1   | — | — | 15 | - KOR (DL): 433,730+   | Everybody                                  |
| "3 2 1" | 2013 | 161 | 3 | 2 | —  | - JPN: 82,236+         | N.D.                                       |
| "—" denota versioni che non grafico o non sono stati pubblicati in quella regione. "*" indica che la tabella Gaon è stato rinnovato in questo momento e le vendite digitali sono stati sgonfiato. |      |     |   |   |    |                        |                                            |